# Chim chuột lưng đỏ
Chim chuột lưng đỏ (danh pháp hai phần: Colius castanotus) là một loài chim trong họ Chim chuột.
Loài chim này được tìm thấy ở Angola và Cộng hòa Dân chủ Congo.